# فرودگاه برومونت
فرودگاه برومونت (به انگلیسی: Bromont Airport) یک فرودگاه همگانی باربری با کد یاتا ZBM است که یک باند فرود آسفالت دارد و طول باند آن ۱۵۲۴ متر است. این فرودگاه در کشور کانادا قرار دارد و در ارتفاع ۱۱۴ متری از سطح دریا واقع شده‌است.